# 弗兰克·查米索
弗兰克·查米索（西班牙語：Frank Chamizo，1992年7月10日—），古巴、意大利男子摔跤运动员。他曾代表意大利参加2016年和2020年夏季奥林匹克运动会摔跤比赛，其中在2016年奥运会获得一枚铜牌。